# Syndrome de Simpson-Golabi-Behmel
Décrit pour la première fois en 1975, le syndrome de Simpson-Golabi-Behmel est une maladie génétique se manifestant par une croissance excessive à la naissance, avec une grosse langue et des anomalies rénales. Le faciès est grossier  (mâchoire proéminente, lèvre inférieure pendante), une fente palatine est fréquente et des anomalies des extrémités comme une polydactylie ou une syndactylie. À l'âge adulte, la taille atteint souvent deux mètres.  Des anomalies génitales, un mamelon surnuméraire, une prédisposition au cancer particulièrement du rein sont des éléments de ce syndrome.
Les autres signes sont : cardiopathie (Transposition des gros vaisseaux, communication inter-ventriculaire, tétralogie de Fallot).  Des anomalies du système central sont parfois retrouvées.
L'intelligence est souvent normale ou légèrement diminuée. 
Le diagnostic différentiel se fait avec le syndrome de Sotos, le syndrome de Beckwith-Wiedemann, le syndrome de Perlman.